# Amazon Tall Tower Observatory
Amazon Tall Tower Observatory (ATTO) — высотная башня в бассейне реки Амазонки, построенная в научных целях бразильским Национальным научно-исследовательским институтом Амазонии и немецкими институтами Химии и Биогеохимии Общества Макса Планка. Расположена в безлюдном месте на расстоянии около 150 км от Манауса.  Башня предназначена для изучения климата расположенных вокруг дождевых лесов, остающихся по большей части нетронутыми человеком. Она позволяет собирать информацию об участке площадью примерно в 100 км². Башня высотой 325 метров построена в 2014-2015 годах и является самым высоким сооружением Южной Америки.